# Émile Augier

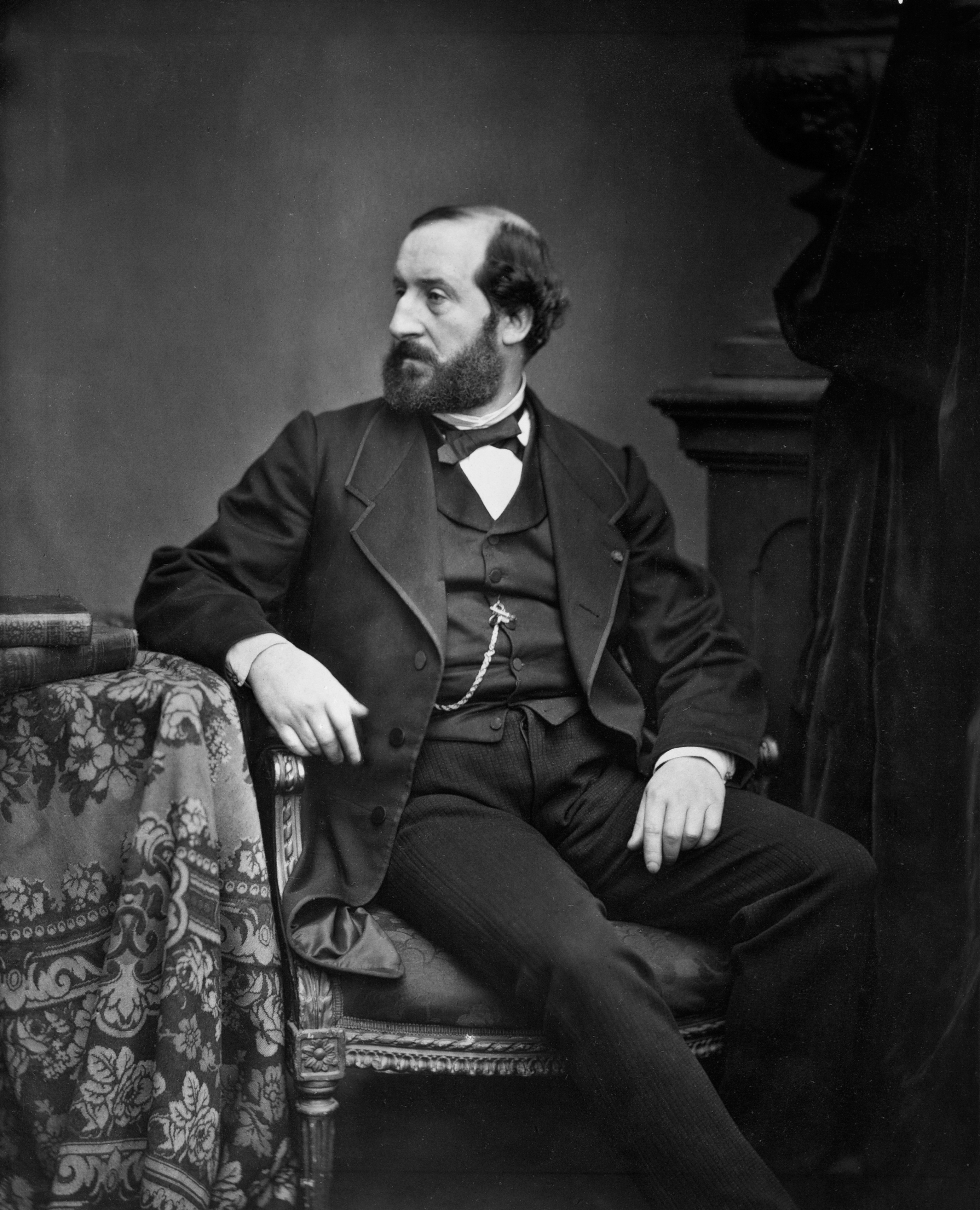
Émile Augier

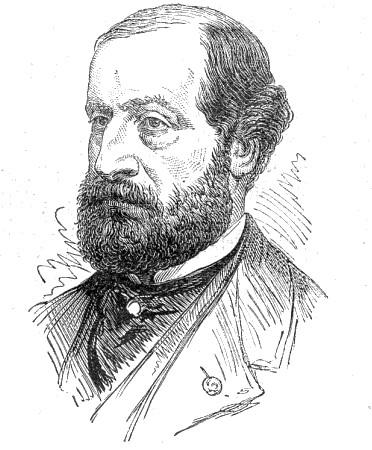
Émile Augier

Guillaume Victor Émile Augier (* 17. September 1820 in Valence; † 25. Oktober 1889 in Croissy-sur-Seine, Département Yvelines) war ein französischer Dramatiker, Lyriker und Librettist.

## Leben
Émile Augier, mütterlicherseits Enkel von Guillaume Pigault-Lebrun, kam jung nach Paris, wo er sich anfangs dem Rechtsstudium widmete und einige Zeit im Büro eines Notars arbeitete. Im Jahr 1844 kam sein erstes Stück, das Lustspiel La Ciguë das die Bekehrung eines athenischen Menschenfeindes durch die selbstlose Liebe einer schönen Sklavin behandelt und eine seiner besten Arbeiten geblieben ist, auf dem Odéontheater zur Aufführung und errang sofort einen durchschlagenden Erfolg. Zugleich eröffnete es ihm die Pforten des Theâtre Français, auf dem er zunächst Un homme de bien, sodann zwei seiner Hauptwerke: L'Aventurière (1848) und Gabrielle (1849, von der Akademie gekrönt, deutsch: Gabrielle oder der Anwalt seiner Ehre), zur Darstellung brachte.
Alle diese Stücke sind, wie von den späteren noch das für die Rachel gedichtete halb historische Schauspiel Diane (1852), das weniger ansprach, Philiberte (1853), La jeunesse (1858) und Paul Forestier (1868), in Versen geschrieben, die allerdings nichts von dem metallenen Klang und der Majestät des Victor Hugoschen Verses haben, aber einer gewissen Anmut nicht entbehren und das eifrige Studium Molières und Corneilles erkennen lassen.
Die Kritik, um jene Zeit schon vorwiegend in den Händen von Romantikern wie Théophile Gautier und Auguste Vacquerie, konnte sich mit dem gemessenen Ton und der nach ihren Begriffen spießbürgerlichen Moral der Augierschen Dramen nicht befreunden und bezeichnete die von ihm eingeschlagene Richtung als école de bon sens. Augier hatte sich aber inzwischen ganz modernen Stoffen zugewandt und lieferte eine Reihe in Prosa verfasster Stücke, worin er die schärfste Beobachtung der Gebrechen der Zeit bekundete und sie schonungslos geißelte, wenn er darum auch einer vornehmeren Behandlung, als sie durch Dumas in Aufnahme gekommen war, und einer idealistischeren Weltanschauung nicht entsagen mochte.
Diese Dramen sind: Le Mariage d'Olympe (dt. Eine Demimonde-Heirat, Reclam 1879), von seinem Standpunkt aus eine Entgegnung auf die Dame aux camélias von Dumas; Le gendre de M. Poirier: comédie en 4 actes (mit Jules Sandeau, 1854), eine mit der köstlichsten Laune und Unbefangenheit entworfene Schilderung des Gegensatzes der Stände und heute noch ständiges Repertoirestück des Théâtre Français; Les Lionnes pauvres (1858) und Les Effrontés  (1861), worin Augier die Geißel über die Geldgier und Genusssucht, die Gewissen- und Schamlosigkeit seiner Zeitgenossen schwingt; endlich Les Fils de Giboyer (1862), eine Fortsetzung des letztgenannten Stücks, worin der Heuchelei und klerikalen Ränkesucht ein scharf geschliffener Spiegel vorgehalten wird. Das Stück erinnert an den Tartuffe und hatte seitens der kaiserlichen Zensur auch die nämlichen Schwierigkeiten zu überwinden, ehe es zur Aufführung gelangen konnte.
Dieselbe sittliche Strenge entwickelte Augier darauf in La contagion  (1866), in deren abenteuerlichem Helden ganz Paris den Herzog von Morny wiedererkennen wollte, und in Les lions et les renards (1869). Die späteren großen Erfolge Augiers heißen außer dem schon 1869 gespielten Maitre Guérin einer Satire auf die Verschmitztheit gewisser Advokaten: Paul Forestier (1868); Madame Caverlet (1876), ein Plädoyer für die Ehescheidung, und endlich sein Meisterwerk: Les Fourchambault, in welchem ein natürlicher Sohn seinen Vater, der ihn vergessen hat, von der Schande und dem Ruin errettet und den legitimen Sohn desselben durch seine Großmut demütigt.
Außerdem sind noch zu nennen:
- Les méprises de l'amour, ein nie aufgeführtes Lustspiel in Versen (1844);
- Le Joueur de flûte (1850);
- La Pierre de touche (mit Sandeau, 1853);
- Ceinture dorée (1855);
- Un beau mariage (mit Foussier, 1859);
- Le Post-scriptum (1869);
- Jean de Thommeray (1873) und
- Le Prix Martin (mit Eugène Labiche, 1876).

Auch besitzt man von Augier eine Oper: Sapho: opéra en trois actes (1851), zu welcher Gounod die Musik schrieb, und einen Band Poésies (1856). Augier fand 1857 Aufnahme in die Akademie und wurde 1868 als Kommandeur der Ehrenlegion ausgezeichnet. Seine Dramen erschienen gesammelt als Théatre complet  (1876–77, 4 Bde.).